# Kert
Kert (in armeno Քերթ?, in azero Quzumkənd) è una comunità rurale del distretto di Xocavənd, in Azerbaigian, fino al 2024 appartenente alla regione di Martuni nella repubblica dell'Artsakh (precedentemente al 2017 denominata repubblica del Nagorno Karabakh).
Nel 2005 contava oltre cinquecento abitanti e sorge in zona collinare pressoché contigua al villaggio di Karahundji. Nei pressi si trova l'omonimo piccolo bacino idrico e, a un paio di chilometri, la chiesa di Yeghishe.